# Thorkil Lodahl
Thorkil Lodahl (født: 30. juli 1956 i Vejle) er en dansk film- og reklamemand. Han grundlagde i 1991 produktionsselskabet Frontier der laver reklamefilm og TV-programmer. 
Lodahl har medvirket i filmene Tekno Love fra 1989 og MGP Missionen fra 2013, desuden medvirket i og arbejdet med flere julekalendere.